# Francesco Cerretelli
Francesco Cerretelli (sinh ngày 21 tháng 1 năm 2000) là một cầu thủ bóng đá chuyên nghiệp người Ý hiện tại đang thi đấu ở vị trí tiền vệ cho câu lạc bộ Cremonese tại Serie B.

## Sự nghiệp thi đấu

### Pistoiese
Anh ra mắt tại Serie C cho Pistoiese vào ngày 18 tháng 2 năm 2018, trong trận gặp Olbia.

### Gavorrano
Ngày 11 tháng 1 năm 2019, anh gia nhập câu lạc bộ Gavorrano theo dạng cho mượn.

### Cremonese và cho mượn tại Pro Sesto, Carrarese
Tháng 7 năm 2021, anh chuyển tới Cremonese, và được đem cho mượn tại câu lạc bộ Serie C, Pro Sesto. Vào ngày 12 tháng 7 năm 2022, Cerretelli được đem cho mượn tại Carrarese.